# Kira Walkenhorst
Kira Walkenhorst (Essen, 18 novembre 1990) è un'ex giocatrice di beach volley tedesca.
Nel 2016 ha vinto la medaglia d'oro ai Giochi della XXXI Olimpiade nel torneo di beach volley femminile in coppia con Laura Ludwig. Sempre con la storica compagna si aggiudica: i campionati europei di beach volley 2015 e 2016 e l'oro ai campionati mondiali di Vienna 2017, oltre alla classifica del World Tour nel 2016 e a due finali del World Tour (Toronto 2016 e Amburgo 2017).
Si è ritirata nel gennaio 2019 a causa di infortuni e impegni famigliari.
Nel 2020 viene votata, assieme all'ex compagna Laura Ludwig, come miglior squadra tedesca del decennio a seguito di un sondaggio svolto dal comitato olimpico tedesco.

## Palmarès
- Olimpiadi

Rio de Janeiro 2016: oro nel beach volley.
- Mondiali

Vienna 2017: oro
- Europei

Klagenfurt 2013: bronzo.
Cagliari 2014: argento.
Klagenfurt 2015: oro.
Biel/Bienne 2016: oro.